# Славка Терзиянова
Славка Пандева Терзиянова (Терзианова), използвала псевдонимите Лиляна Иванова Паскалева и Густав, е деятелка на Българската комунистическа партия (БКП).

## Биография
Родена е на 11 юли 1897 година в Охрид, тогава в Османската империя. Членка е на БКП от 1924 година. В 1926 година за нелегална дейност е осъдена на 10 години затвор, но е амнистирана на следната 1927 година. Работи за Задграничното бюро на Централния комитет на БКП във Виена и Берлин от 1928 до 1930 година. През лятото на 1930 година се установява в Съветския съюд и от 1931 година е членка на ВКП (б). В 1934 година завършва Комунистическия университет на националните малцинства на Запада. Арестувана е по време на Голямата чистка на 23 ноември 1937 година като завеждаща библиотека в институт. Осъдена е на 10 години в лагер. До 1954 година е в лагер. Реабилитирана с определение на Върховния съд на СССР на 23 октомври 1955 година. Възстановена в партията с решение на Секретариата на ЦК на БКП. След освобождаването си, в 1955 година се връща в България.
Умира в 1983 година. Оставя спомени.